# Lx-Office
Lx-Office ist eine betriebswirtschaftliche Open-Source-Software für die Bereiche Warenwirtschaft (Wawi), Finanzbuchhaltung (Fibu) und Customer-Relationship-Management (CRM). Der Zugriff des Benutzers auf das System erfolgt über einen Webbrowser. Dadurch kann auf der Client-Seite ein beliebiges Betriebssystem eingesetzt werden. Für den Server wird ein Betrieb unter Linux empfohlen. Ein Betrieb unter Windows ist ebenfalls möglich, wird jedoch durch die Entwickler weniger aktiv unterstützt. Seit 2012 wird sie unter dem Namen kivitendo weiterentwickelt.

## Geschichte
Entstanden ist Lx-Office als Abspaltung aus dem in Kanada entwickelten SQL-Ledger. Wegen der großen Unterschiede zwischen dem nordamerikanischen und dem deutschen Markt versuchten einige Entwickler, SQL-Ledger auf die deutschen Bestimmungen und Gesetze zuzuschneiden. Sie mussten jedoch mit der Zeit feststellen, dass sich die Abstimmung in der Entwicklung zunehmend schwieriger gestaltete. Deshalb beschlossen die Firmen LINET Services und Lx-System im Jahr 2003, eine Abspaltung vorzunehmen und ein eigenes Open-Source-Projekt unter dem Namen Lx-Office ins Leben zu rufen.
Am 2. Juni 2009 wurde die Version 2.6.0 veröffentlicht. In dieser Version gab es zahlreiche Neuerungen und Erweiterungen, die aus den Entwicklerjahren zuvor entstanden waren oder speziell für diese Version entwickelt worden waren. Neuerungen der Version 2.6.0 waren u. a. verbesserte Benutzerverwaltungen, Preisfaktoren, Mehrlagerfähigkeit und verbesserte Wiedervorlagefunktionen. Die ehemals kommerziellen Schnittstellen zu osCommerce, olCommerce, xtCommerce und PhPepperShop wurden freigegeben und sind im Quellcode enthalten, allerdings bis jetzt noch nicht auf die Verwendung mit Lx-Office 2.6.0 angepasst.
Version 2.6.1 wurde am 24. März 2010 veröffentlicht. Sie wurde ergänzt durch weitere Module, wie z. B. ein SEPA-Export für die elektronische Übergabe von Überweisungen und einige Erweiterungen in den benutzerdefinierten Variablen.
Im Februar 2011 wurde Version 2.6.2, bereits im Juli 2011 Version 2.6.3 veröffentlicht, die Schwerpunkte bei der Fehlerbehebung, dem Rechtemanagement und der Geschwindigkeit setzten.
Am 1. März 2012 wurde Version 2.7.0 freigegeben. Diese Version enthält im Wesentlichen einen völlig neuen CSV-Import, eine Aktualisierung des SEPA-Exports sowie Verbesserungen bei der Druckausgabe und der Mehrsprachigkeit.
Version 2.7.0 ist die letzte mit dem Namen Lx-Office, das Programm Lx-Office wurde in kivitendo umbenannt.

## Technik
Lx-Office setzt auf einer PostgreSQL-Datenbank und einem Apache-Server auf, die vorzugsweise auf einem Debian-Linux-System installiert sein sollten. Auch auf anderen Linux-Distributionen lässt sich das Programm installieren, doch wird ausschließlich die Debian-Variante unterstützt und aktiv weitergepflegt. Darüber hinaus wurden aber auch bereits Installationen unter Windows, macOS 10.3.x und 10.4.x sowie OpenBSD realisiert. Zur Erstellung von Dokumenten, wie Rechnungen oder Angebote werden LaTeX und OpenOffice.org verwendet. Die ERP wurde in Perl entwickelt, die CRM in PHP.

## Module
Der ursprünglich aus SQL-Ledger entstandene Teil, Lx-Office ERP, wurde inzwischen um diverse teils kostenfreie, teils aber auch proprietäre Module erweitert. Alle Erweiterungen greifen auf denselben, in einer PostgreSQL-Datenbank gespeicherten Datenbestand zu und sind eng miteinander verknüpft. Durch die quellcodeoffene Perl-Programmierung (der Lx-Office ERP) ist eine darüber hinausgehende Anpassung des Programms durch entsprechend ausgebildete Programmierer jederzeit möglich.

### Lx-Office ERP
Kern von Lx-Office ist der unter der GPL stehende Warenwirtschafts- und Finanzbuchhaltungsteil lx-erp, der einen Großteil der in kleinen und mittleren Unternehmen notwendigen Funktionen abdeckt.
Hierzu gehören aus dem Bereich der Warenwirtschaft:
- Kunden-, Lieferanten- und Artikelverwaltung
- Ausgangs- und Eingangsrechnungen
- Gutschriften
- Angebotswesen
- Bestellungsverwaltung
- mehrsprachige Artikelbeschreibungen
- individuell gestaltbare Druckvorlagen (auch mehrsprachig)
- individuelle Artikellangtexte
- frei konfigurierbare Einheiten
- Preisgruppen für Waren und Erzeugnisse.

Zur Finanzbuchhaltung verfügt Lx-Office unter anderem über folgende Funktionen:
- Buchungen werden automatisch aus dem Warenwirtschaftsteil des Programms übernommen
- mehrstufiges Mahnwesen
- beliebig viele Zahlungsbedingungen
- getrennte Erlöskonten für Auslandslieferungen
- Artikelkontenverwaltung über Buchungsgruppen
- beliebig viele Steuersätze pro Konto
- Einnahmen-, Überschussrechnung (EÜR)
- Bilanzierung
- Die Standard-Kontenrahmen SKR03 und SKR04 werden unterstützt. Der tatsächlich verwendete Kontenrahmen ist frei anpassbar.
- Splitbuchungen
- Automatische Buchung der Vorsteuer
- Erstellung einer Umsatzsteuer-Voranmeldung über eine Schnittstelle zu Winston und Taxbird
- Daten können im DATEV-Format zur Weitergabe an den Steuerberater exportiert werden.
- Die Daten können gedruckt werden.

### Lx-Office CRM
Der zweite große Teil von Lx-Office ist lx-crm, das als Customer-Relationship-Management zur Vertriebssteuerung, Kunden- und Interessentenverwaltung sowie zur Terminplanung dient. Dabei greift die Anwendung nicht nur auf den Datenbestand der ERP zu, sondern bindet sich auch in die Menüstruktur ein. Im Gegensatz zur ERP ist die CRM jedoch in PHP programmiert und steht unter der Artistic License.
Folgende Funktionen stehen zur Verfügung:
Kundenmanagement
- Pflege der Stammdaten inkl. ERP
- beliebig viele Kontakte
- Umsatzanzeige letzte zwölf Monate
- Auftragschancen
- Dokumenterstellung aus Vorlagen
- Dokumentenverwaltung
- Warnhinweise
- Kontaktverfolgung

Anzeigeberechtigung
- Lieferantenmanagement
- Pflege der Stammdaten incl. ERP
- beliebig viele Kontakte
- Umsatzanzeige letzte 12 Monate
- Dokumenterstellung aus Vorlagen
- Dokumentenverwaltung
- Kontaktverfolgung

Termine
- Pflege von Terminen
- zuordnen von Teilnehmern
- Anzeigeberechtigung

Wiedervorlage
- automatischer IMAP-Postfach-Eingang
- Zuordnung zu Kunden bzw. Mitarbeiter
- Terminierung

E-Mail-Versand
- autom. Zuordnung zu Kunden bzw. Mitarbeiter
- Serien-E-Mails

Wissensdatenbank
- speichert beliebige Informationen
- Rubriken frei definierbar
- Aufruf auch direkt aus der Kundendatenmaske

Dokumentenvorlage
- Bearbeiten von Vorlagen

### Weitere Module
Es gibt einige weitere Module für Lx-Office, dazu zählen kommerzielle und kostenlose bzw. Open Source.

#### Shopmodul
Ab der Version 2.6.0 liegen die Quelltextdateien für ein Shopmodul vor, das die Anbindung an verschiedene Onlineshops wie osCommerce, xtCommerce, olCommerce und PHPeppershop erlaubt. Die Quelldateien sind evtl. noch auf dem Stand der Version 2.4.3 und nicht an die neue Version angepasst.

#### SEPA Modul
Das SEPA Modul war wie das Shopmodul ursprünglich ein Kundenprojekt. Es dient dazu, Einkaufsrechnungen zu verwalten sowie eine XML-Datei zu exportieren, die bei der Bank eingereicht werden kann, um Zahlungen zu veranlassen.

#### Barverkauf
Dieses kommerzielle Modul ermöglicht den schnellen Abverkauf von Produkten zum Beispiel in einem Laden. Es benutzt dieselbe Datenbank wie das ERP. Eine nützliche Funktion des Barverkaufs ist die Unterstützung von Barcodelesegeräten.

## Auszeichnung
Lx-Office wurde von der Initiative Mittelstand im Rahmen der Vergabe des Innovationspreises ITK 2007 als innovatives Produkt in der Kategorie ERP ausgezeichnet.